# 和歌山朝鮮初中級学校
和歌山朝鮮初中級学校（わかやまちょうせんしょちゅうきゅうがっこう、와까야마조선초중급학교）は、和歌山県和歌山市にある朝鮮学校。
日本の中学校・小学校に相当する教育を行っているが、学校教育法における非一条校のため各種学校である。

## 沿革
- 1958年 - 和歌山朝鮮第一初級学校設置。
- 1959年 - 和歌山朝鮮第二初級学校設置。
- 1961年 - 中級部を設置し和歌山朝鮮初中級学校となる。
- 1973年 - 現在地に移転。

## 学科
- 初級部
- 中級部

## 生徒数
2016年4月の時点で33名

## 所在地
- 〒641-0006 和歌山県和歌山市中島3-1

最寄り駅は、西日本旅客鉄道（JR西日本）紀勢本線（きのくに線）宮前駅